# Tajemnica pielęgniarska
Tajemnica pielęgniarska – termin prawniczy zawarty w ustawie z dnia 15 lipca 2011 r. o zawodach pielęgniarki i położnej.

Art. 17. 1. Pielęgniarka i  położna są obowiązane do zachowania w tajemnicy informacji związanych z pacjentem, uzyskanych w związku z wykonywaniem zawodu.

Pojęcie zostało wprowadzone ustawą z dnia 5 lipca 1996 r. o zawodach pielęgniarki i położnej.

Art. 21. Pielęgniarki i położne obowiązane są do zachowania tajemnicy o pacjentach.